# Arvind Parmar
Arvind Parmar (Hitchin, 22 marzo 1978) è un ex tennista britannico.

## Carriera
In carriera ha raggiunto nel singolare la 137ª posizione della classifica ATP, mentre in doppio ha raggiunto il 218º posto.
In Coppa Davis ha disputato un totale di 7 partite, ottenendo una vittoria e 6 sconfitte.